# Vaseline

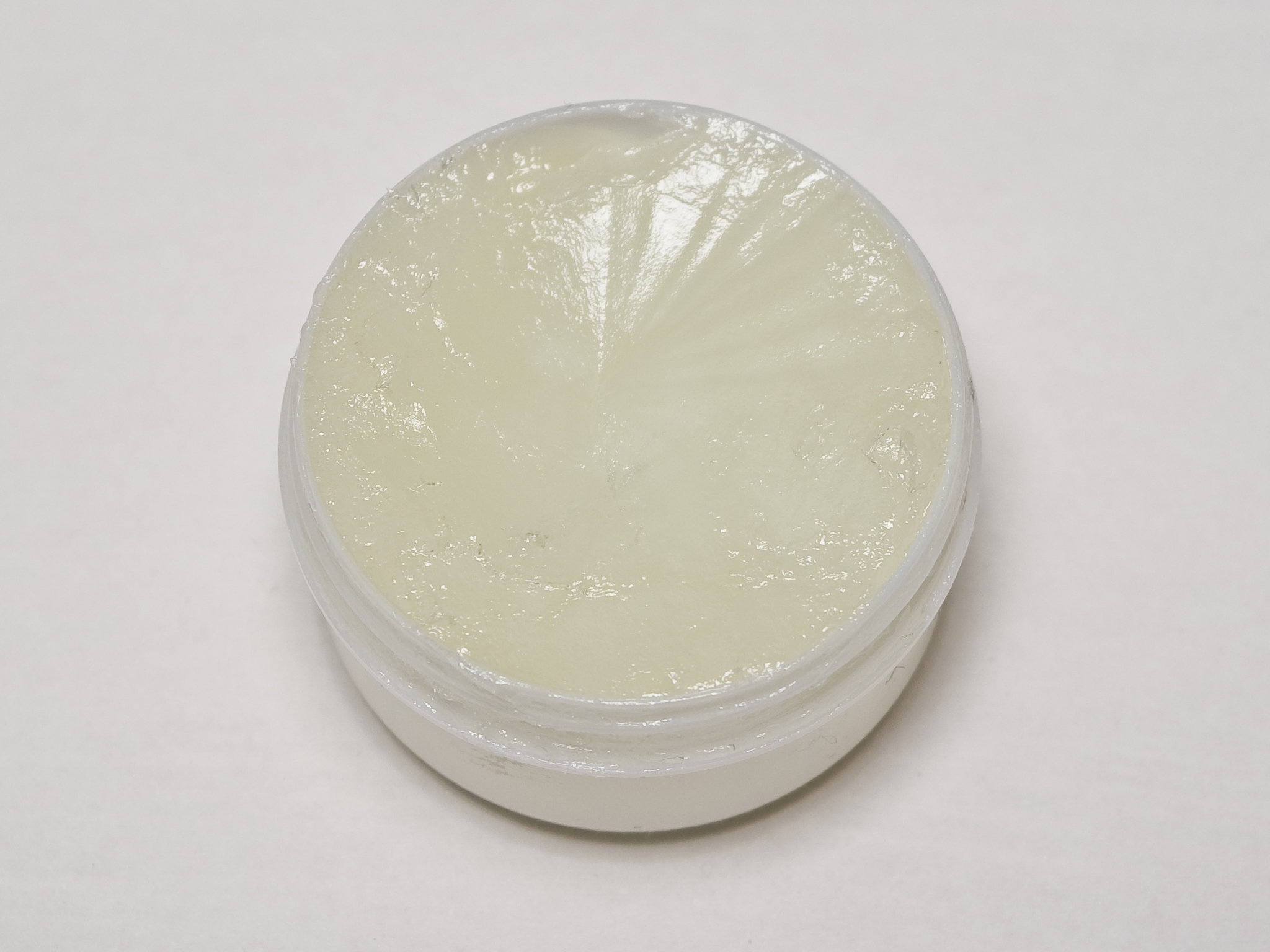
Witte vaseline

Vaseline of petrolatum is een witte tot gele zalfachtige substantie die bestaat uit een mengsel van vaste en vloeibare koolwaterstoffen. Er bestaat gele vaseline, die minder gezuiverd is dan witte vaseline. In de apotheek wordt vooral de gezuiverde, witte gebruikt.
Vaseline is een zalfachtige massa die vloeibaar wordt bij een temperatuur van ongeveer 40 tot 60 graden Celsius. Het is een restproduct van de aardoliewinning. Het bestaat uit koolwaterstoffen, die grotendeels alifatisch zijn. In ongezuiverde vorm kan het kankerverwekkende stoffen bevatten, in gezuiverde vorm is het hiervan ontdaan. Het is bestand tegen de inwerking van vrijwel alle chemicaliën. Vaseline is oplosbaar in een aantal apolaire oplosmiddelen, zoals n-hexaan en petroleumether.
De naam vaseline is samengesteld uit het Duitse woord voor water: wasser en het Griekse woord ἔλαιον, elaion voor olie.

## Geschiedenis

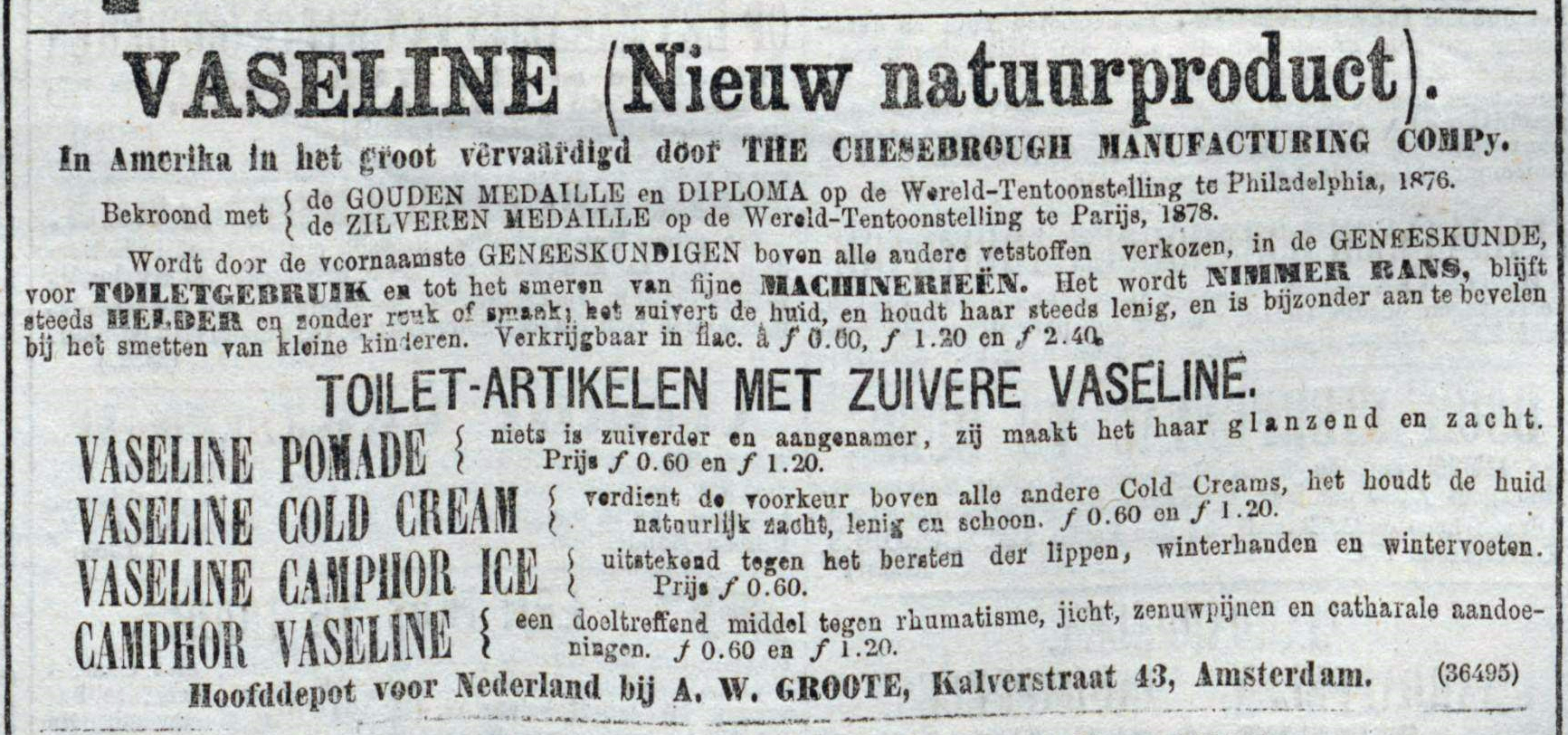
1879, een van de eerste advertenties voor Vaseline in het Algemeen Handelsblad

Vaseline is door de chemicus Robert Chesebrough ontdekt die werkte in het midden van de 19e eeuw in de lampolie-industrie. Hij trok naar de nieuwe olievelden in  Titusville en hoorde daar van de zogenaamde 'rod wax', een stroperige zwarte substantie die aan de boortorens en olieboren kleefde. Het veroorzaakte storingen bij het boren, dus moest telkens worden verwijderd. Arbeiders die er mee in aanraking kwamen merkten dat het een gunstig effect had op de genezing van schaaf- en brandwonden. Chesebrough extraheerde uit deze substantie de geelwitte vaseline. De rod wax werd gedestilleerd in vacuüm en met behulp van beenderkool ontkleurd. Hij kreeg in 1872 voor dit proces een octrooi.
Om de genezende werking te testen bracht hij bij zichzelf brandwonden en bedekte die met vaseline. Hij liet ook brandwonden zien die hij eerder had aangebracht en die waren genezen. In eerste instantie werd vaseline aangeprezen als genezende zalf. Later bleek dat de vaseline op zichzelf niet geneeskrachtig is, maar dat de genezende werking wordt veroorzaakt doordat de vaseline de open wonden tegen ziekteverwekkers beschermt.

## Gebruik
Vaseline wordt in de geneeskunde, de techniek en de cosmetica gebruikt.
Het heeft de eigenschap om niet in de huid te trekken, het blijft op de huid liggen en dekt deze af. Het wordt daarom in de geneeskunde onder meer gebruikt om de huid af te dekken bij eczeem, brandwonden, een extreem droge huid of in andere gevallen waarbij de huid haar barrièrefunctie niet meer voldoende kan uitoefenen.
Vaseline wordt als smeermiddel gebruikt en om metalen onderdelen tegen corrosie te beschermen. Bij scharnierende onderdelen die in kunststof zijn uitgevoerd kan het worden gebruikt als smeermiddel omdat witte vaseline in tegenstelling tot veel andere oliën en vetten zuurvrij is en daardoor het materiaal niet aantast.
Het wordt in de cosmetica gebruikt in preparaten voor bescherming tegen kou of vocht, maar ook in preparaten tegen een droge huid. De INCI-naam is petrolatum.

## Merknaam
Uit het Benelux merkenregister blijkt dat Vaseline een geregistreerde merknaam van Unilever is. Het is een voorbeeld van een merknaam die tot soortnaam is verworden. Tegenwoordig gebruikt Unilever dan ook de merknaam 'Vaseline Intensive Care', dat net zoals 'Vaseline' een geregistreerd merk is. Vaseline Intensive Care is als merk, in tegenstelling tot het woord vaseline, wel beschermd.